# Pianokonsert nr 1 (WA Mozart)

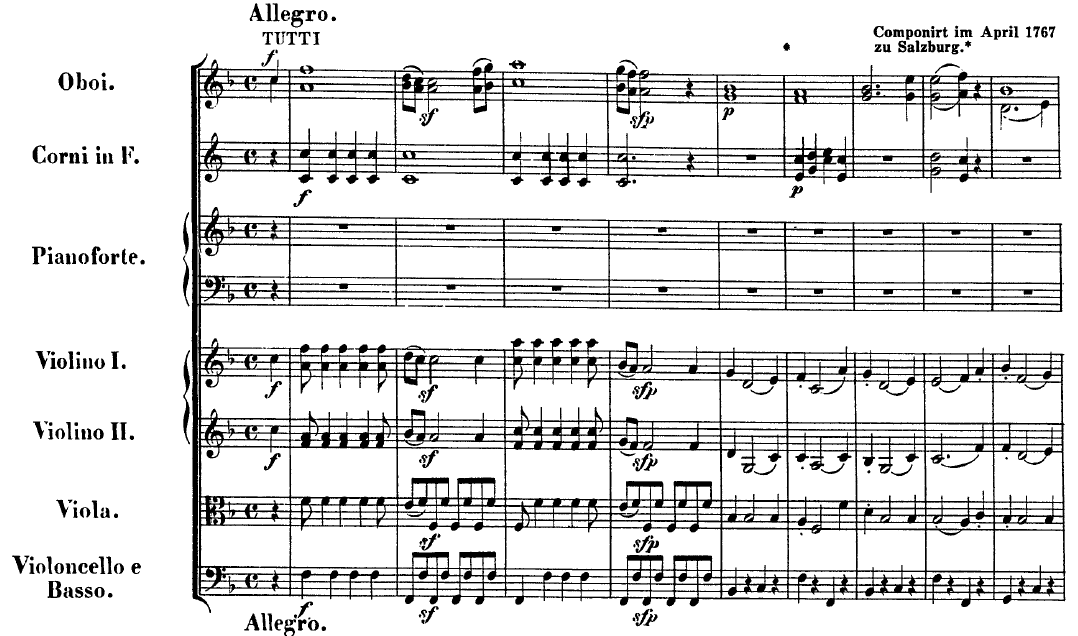
Allegro

Pianokonsert No. 1 K. 37 i F-dur är en pianokonsert av Wolfgang Amadeus Mozart som komponerades i april 1767. 
Denna Mozarts första konsert för piano och orkester brukar tillsammans med de närmast följande, nr. 2, K. 39, nr. 3, K. 40 och nr. 4, K. 41, räknas till Mozarts så kallade ”pastischkonserter”.
Det är tveksamt om ”pastischkonserterna” bör räknas som originalkompositioner eftersom det musikaliska materialet i dem till större delen är hämtat från sonater (det vill säga solostycken, i detta fall för piano eller andra klaverinstrument) av andra tonsättare, samtida med Mozart. Den elvaårige Mozarts insats har huvudsakligen bestått i att orkestrera och bearbeta dessa stycken. 
I den första pianokonsertens första sats (Allegro) används en sonatsats av Hermann Friedrich Raupach (1728–78), och i konsertens tredje och sista sats (Allegro) härstammar materialet från en sonat av Leontzi Honauer (cirka 1730–cirka 1790). Raupach och Honauer var båda två tyska tonsättare verksamma i Paris. För pianokonsertens andra sats (Andante) finns ingen känd förlaga, och det är därför möjligt att det här rör sig om musik som Mozart själv skrivit.
Osjälvständigheten hos den elvaårige tonsättaren markeras också av att det är fadern Leopold Mozart som har skrivit ned stora delar av ”pastischkonserterna”.

## Satser
- I. Allegro (efter H F Raupach)
- II. Andante
- III. Allegro (efter L Honauer)